# Periploca angustifolia
Periploca angustifolia är en oleanderväxtart som beskrevs av Jacques-Julien Houtou de La Billardière. Periploca angustifolia ingår i släktet Periploca och familjen oleanderväxter. Inga underarter finns listade i Catalogue of Life.